# Luís Amaro
Luís Amaro (Aljustrel, 5 de maio de 1923 — Lisboa, 24 de agosto de 2018) foi um poeta, editor, bibliófilo e investigador português.

## Biografia
Nasce em 1923, em Aljustrel, e aos treze anos muda-se para Beja, para um “estágio gratuito” no Diário do Alentejo, seguido de um trabalho assalariado na Biblioteca Municipal. Três anos depois vai para Estremoz, para secretariar o jornal Brados do Alentejo, dirigido por Marques Crespo.
Após conhecer José Régio em 1954, edita a obra do poeta na Portugália Editora, tendo estado envolvido na revisão e edição de obras de escritores como Adolfo Casais Monteiro, Mário Beirão, Manuel Teixeira Gomes, entre outros.
Dádiva, o seu primeiro livro, surge publicado em 1949. O livro de poesia voltaria a ser reeditado em 1975, expandido com mais poemas e sob o título “Diário Íntimo”, que tem uma segunda edição em 2006.
Juntamente com António Luís Moita, António Ramos Rosa, José Terra e Raúl de Carvalho, fez parte do grupo que dirigiu a revista Árvore entre 1951 e 1953. Colaborou noutras publicações como  Seara Nova, Távola Redonda, Atlântico   e  Portucale, e foi diretor-adjunto e consultor editorial da revista Colóquio/Letras.
A 9 de junho de 1993, foi agraciado com o grau de Comendador da Ordem do Infante D. Henrique.
Morreu a 24 de agosto de 2018, no Hospital Egas Moniz, em Lisboa, vítima de pneumonia.